# Cyathea delgadii
Cyathea delgadii är en ormbunkeart som beskrevs av Pohl och Kaspar Maria von Sternberg. Cyathea delgadii ingår i släktet Cyathea och familjen Cyatheaceae. Inga underarter finns listade.

## Bildgalleri

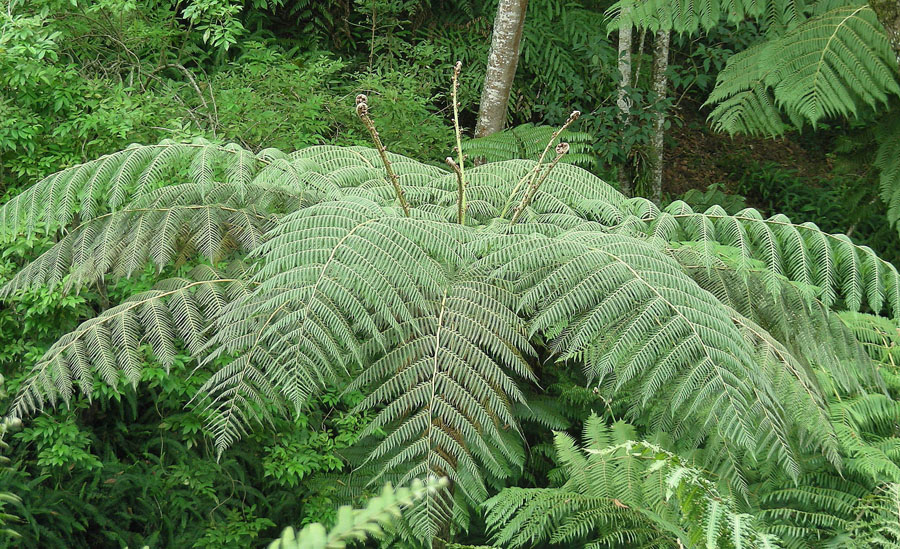